# Garmin-Cervélo (kvinder)
Garmin-Cervélo var et professionelt elitecykelhold for kvinder, registreret i Storbritannien, der konkurrerede i UCI Women's Road World Cup circuit.

## Holdet i 2011
Holdet pr. 1. januar 2011.
|                      | Rytter               | Fødselsdag                   |
| -------------------- | -------------------- | ---------------------------- |
| Elizabeth Armitstead | Elizabeth Armitstead | 18. december 1988 (36 år)    |
| Noemi Cantele        | Noemi Cantele        | 17. juli 1981 (43 år)        |
| Jessie Daams         | Jessie Daams         | 28. maj 1990 (34 år)         |
| Sarah-Lena Hofmann   | Sarah-Lena Hofmann   | april 24, 1992 (alder 18 år) |
| Sharon Laws          | Sharon Laws          | 7. juli 1974 (50 år)         |
| Lucy Martin          | Lucy Martin          | 5. maj 1990 (34 år)          |

|                 | Rytter          | Fødselsdag                 |
| --------------- | --------------- | -------------------------- |
| Emma Pooley     | Emma Pooley     | 3. oktober 1982 (42 år)    |
| Alex Rhodes     | Alex Rhodes     | 1. december 1984 (40 år)   |
| Carla Ryan      | Carla Ryan      | 21. september 1985 (39 år) |
| Trine Schmidt   | Trine Schmidt   | 3. juni 1988 (36 år)       |
| Iris Slappendel | Iris Slappendel | 18. februar 1985 (40 år)   |